# 艾倫斯維爾鎮區 (北卡羅萊納州珀森縣)
艾倫斯維爾鎮區（英語：Allensville Township）是位於美國北卡羅萊納州珀森縣的一個鎮區。

## 地方資料
艾倫斯維爾鎮區的面積為121.21平方千米，皆為陸地。根據2020年美國人口普查的數據，當地共有人口2316人，而人口密度為每平方千米19.11人。